# Viaggio nel sud della Francia e nel nord d'Italia
Viaggio nel sud della Francia e nel nord d'Italia è una raccolta di memorie redatte da Thomas Jefferson durante il suo viaggio tra la Francia e l'Italia, nel 1787.
Jefferson scrisse l'opera come guida per due giovani amici americani, Thomas Lee Shippen e John Rutledge, dopo un tour del vino in Europa. Consiste in gran parte in un'ampia discussione sul vino coltivato in tutta la Francia meridionale e nel nord Italia. Jefferson ha estratto il materiale dai suoi diari di viaggio generali.

## L'opera
Nel febbraio del 1787 Thomas Jefferson fece un viaggio che lo portò attraverso la Francia meridionale e le parti settentrionali dell'Italia. Nei suoi memorandum, Jefferson inizia proponendo un percorso attraverso l'Italia, la Francia e la Germania. Jefferson consiglia anche alcuni posti per l'alloggio e descrive i migliori vini di ogni zona. Alcune aree citate includono Nizza, Lione, Tenda, Borgogna, Milano, Cassino, Rozzano, Genova, Noli, Albenga, Linguadoca e Bordeaux. La lettera assume un tono più serio verso la fine, in cui Thomas Jefferson delinea "Oggetti di attenzione per un americano". Questa parte copre le arti meccaniche, la produzione e l'agricoltura francesi. Ad esempio, osserva che gli americani dovrebbero imparare dall'architettura francese, poiché la popolazione statunitense si stava espandendo rapidamente, aveva bisogno di case più durature. Descrive anche dipinti e sculture come “troppo costosi per lo stato di ricchezza tra noi. Sarebbe quindi inutile e assurdo che ci facessimo intenditori di quelle arti. Vale la pena vederli, ma non studiarli".

## Edizioni
- Thomas Jefferson, Viaggio nel sud della Francia e nel nord d'Italia, a cura di Marco Sioli, Ibis, 1997,  p. 122, ISBN 8871640705.